# Kaszaper
Kaszaper est un village et une commune du comitat de Békés en Hongrie.